# Contras
Els Contras o la Contra (escurçament de contrarevolucionaris o contrarevolució) és el nom donat als diferents grups insurgents oposats al govern del Front Sandinista d'Alliberament Nacional (FSLN), al poder a Nicaragua des de la derogació, el juliol de 1979, del govern del dictador Anastasio Somoza Debayle. Encara que el moviment de la Contra agrupava diferents organitzacions amb objectius diversos i poca unitat ideològica, la Força Democràtica de Nicaragua, FDN, era la seva facció més important. El 1987 pràcticament totes les branques que formaven la contrarevolució es van unir, almenys nominalment, en la Resistència Nicaragüenca. No formen pas un grup monolític, sinó una combinació de tres elements diferents de la societat nicaragüenca. El seu líder principal era el coronel Enrique Bermúdez.
El paper dels Estats Units en l'existència dels Contras va ser provat per la Cort Internacional de Justícia el 1984 que va revelar que el govern dels Estats Units sota la presidència de Ronald Reagan entrenava, armava, finançava i proveïa els Contras, principalment a través de la CIA. Precisament, l'escàndol Iran-Contra es va desencadenar pel fet que els EUA venien armes a l'Iran per finançar els Contras.